# Neoempheria ecuadorensis
Neoempheria ecuadorensis är en tvåvingeart som beskrevs av Coher 1959. Neoempheria ecuadorensis ingår i släktet Neoempheria och familjen svampmyggor.
Artens utbredningsområde är Ecuador. Inga underarter finns listade i Catalogue of Life.